# ОКС-7
Система сигнализации № 7, или ОКС-7 (общеканальная система сигнализации № 7, англ. Common Channel Signaling) — набор сигнальных телефонных протоколов, используемых для настройки большинства телефонных станций (PSTN и PLMN) по всему миру на основе сетей с канальным разделением по времени. В основе ОКС-7 лежит использование аналоговых или цифровых каналов для передачи данных и соответствующей управляющей информации.
Систему обычно называют ОКС-7, в Европе говорят об SS7, а в Северной Америке её называют CCSS7 (англ. Common Channel Signaling System 7). В некоторых европейских странах, особенно в Великобритании, говорят о C7 или о номере 7. В Германии её называют N7 от немецкого Signalisierung system Nummer 7.

## История
Телефонная сеть общего пользования начиная с 80-x годов XX века модернизировалась из простой сети, обеспечивающей передачу голоса с ограниченными возможностями передачи данных, к более интеллектуальному транспортному средству с высокой пропускной способностью и возможностью быстрого восстановления при аппаратных отказах.
Стимулом к модернизации ТфОП служило стремление телекоммуникационных компаний эффективно управлять сетью и увеличивать её пропускную способность наиболее экономичным образом. Эта модернизация заложила основу новых услуг: услуг ISDN, интеллектуальной сети связи и др.
Протоколы ОКС-7 разрабатывались AT&T начиная с 1975 года и были определены как стандарты Международным союзом электросвязи в 1981 году в виде рекомендаций серии Q.7. ОКС-7 был предназначен для замены систем сигнализации SS5, ОКС-6 и R2, ранее использовавшихся во всём мире как стандарты, определённые ITU.
Предшественница ОКС-7 — система сигнализации ОКС-6 — была разработана AT&T в 1970-х годах. Преимущества коммутации с программным управлением позволили создать наложенную сеть сигнализации, а, по сути, — сеть передачи данных, по которой можно передавать сложные сигнальные сообщения, куда более информативные, чем внутриполосные частотные сигналы, которые информировали только о занятии, о завершении установления соединений, о номере вызываемого абонента и т. п. При первом применении ОКС-6 для нее использовались каналы междугородной сети США со скоростью передачи данных 2,4 кбит/с, позднее скорость была увеличена до 4,8 кбит/с. Сигнальная информация передавалась в форме блоков данных, которые имели постоянную длину 28 битов и могли переносить 12 различных сообщений.
Важно, что ОКС-6 и ОКС-7 появились на системах, в которых сигнализация была вынесена в отдельный сигнальный канал. Это решало проблему с безопасностью, поскольку абонент не имел доступа к сигнальному каналу. По этой причине ОКС-6 и ОКС-7 носят название систем с общеканальной сигнализацией, потому что имеют жёсткое разделение сигнального и голосовых каналов. Следовательно, с одной стороны количество каналов, необходимое для работы протокола, немного увеличивается, но одновременно возрастает количество голосовых каналов, которые может обслуживать один сигнальный канал.
Система ОКС-7 явилась дальнейшим развитием принципов ОКС-6. ОКС-7 использует блоки данных переменной и намного большей (хотя и ограниченной) длины, что значительно увеличивает функциональные возможности системы. Кроме того, в ОКС-7 используются каналы со скоростью передачи 64 кбит/с, что делает эту систему существенно более быстродействующей, чем ОКС-6.
Таким образом технология ОКС-7 заменила ОКС-6, SS-5 и R5, за исключением некоторых вариантов R2, которые иногда ещё используются. SS-5 и более ранние версии использовали принцип сигнализации в линии, где информация, необходимая для соединения, передавалась специальными тонами (DTMF) в телефонной линии (известной как B-канал). Такой тип сигнализации создавал уязвимость в безопасности протокола, поскольку злоумышленник мог эмулировать набор служебных тонов своим абонентским устройством. Специалисты, называемые фрикерами, экспериментировали с телефонными станциями, посылая им нестандартные сигнальные тоны с помощью маленьких электронных приборов, называемых BlueBox.
Шведская Администрация связи провела опытную эксплуатацию ОКС-7 в 1983 году. То же самое в начале 1980-х годов было проделано в Великобритании и Франции. Компания MCI WorldCom впервые внедрила ОКС-7 в апреле 1988 года в Лос-Анджелесе и Филадельфии, сократив при этом вдвое время установления соединений в направлении Филадельфия — Лос-Анджелес. Сокращение времени занятия разговорных каналов за счет удаления из них сигналов управления соединениями позволило оператору обслуживать больше вызовов при том же количестве межстанционных трактов.
Активизация использования ОКС-7 в Европе относится ко времени построения мобильных сетей GSM, в которых при роуминге коммутатор «гостевой» сети должен обращаться к опорному регистру (HLR) «домашней» сети абонента, хранящему данные об этом абоненте. Позднее, после начала работы в ITU-T над стандартизацией Интеллектуальных сетей, возможности системы ОКС-7 стали широко использоваться для поддержки взаимодействия между АТС с функциями коммутации услуг (SSP, service switching point) и узлом управления услугами (SCP, service control point).
Таким образом ОКС-7 стала крупнейшей в мире сетью передачи данных, которая объединяет телефонные сети региональных и национальных операторов, операторов сетей GSM и сетей ИС, обеспечивая при этом взаимодействие с сетями NGN (VoIP).
В Российской Федерации широкое внедрение технологий ОКС-7 началось в 1993 г. параллельно с развертыванием цифровых систем коммутации и созданием сетей мобильной связи NMT-450 и GSM-900, однако даже к 2002 году около трети телекоммуникационных компаний не приступили к интеграции, несмотря на зависимость от этого дальнейшего развития ТФОП и появления новых услуг связи..

## Использование ОКС-7
ОКС-7 предоставляет универсальную структуру для организации сигнализации, сообщений, сетевого взаимодействия и технического обслуживания телефонной сети. Начиная с установки соединения, протокол работает для обмена пользовательской информацией, маршрутизации звонков, взаимодействия с биллингом и поддержки интеллектуальных услуг.
В процессе перемещения некоторых некритичных функций за пределы основных протоколов сигнализации и для сохранения гибкости ОКС-7 появилась концепция разделённых сервисных уровней, реализованная в интеллектуальных телефонных сетях. Сервис, предоставляемый интеллектуальными сетями — это прежде всего услуга преобразования телефонного номера (например, когда бесплатный номер преобразуется в обычный абонентский номер телефонной сети общего пользования). Другие услуги — это АОН, то есть автоматическое определение номера вызывающего абонента, блокирование номеров абонентов, автоматическая переадресация вызова (звонка), удержание вызова (звонка), конференция, предоплаченные звонки. Разные поставщики оборудования предоставляют разные сервисы для абонентов.
ОКС-7 также важен при стыковке VoIP-сетей и телефонной сети общего пользования. В настоящее время сигнализация ОКС-7 нашла реализацию в популярной платформе IP-телефонии Asterisk версии 13 и выше.

## Физическая реализация
ОКС-7 полностью разделяет голосовые каналы и сигнальные пучки (сигнальные каналы или линксеты). Сеть ОКС-7 состоит из нескольких типов соединения (A, B, C, E и F) и трёх сигнальных узлов — точек коммутации (SSP), точек передачи сигнализации (STP) и точек контроля сигнализации (SCP). Каждый узел идентифицируется сетью ОКС-7 по номеру, так называемому пойнт-коду. Дополнительные сервисы предоставляются интерфейсами базы данных на уровне SCP с помощью X.25.
Пучок сигнализации между узлами — это полнодуплексный поток данных 56 кбит/сек или 64 кбит/сек. В Европе часто используется таймслот TS16 внутри тракта E1. В США сигнальные пучки обычно идут по сетям, отделённым от голосовых каналов (англ. non-associated signaling). В противоположность сетям в США, в Европе транки с сигнальными пучками часто содержат и голосовые каналы (англ. associated signaling). Смешанный метод похож на non-associated signaling, но использует небольшое число STP для поддержания пучка сигнализации.

## Подсистемы ОКС-7
Стек протоколов ОКС-7 отталкивается от модели OSI и имеет только четыре уровня. Уровни совпадают с уровнями OSI 1 (физический), 2 (канальный) и 3 (сетевой). Уровень 4 ОКС-7 соответствует уровню 7 OSI. Уровни называются MTP (англ. Message Transfer Part) 1 , MTP 2 и MTP 3. Уровень 4 ОКС-7 содержит несколько различных пользовательских уровней, например Telephone User Part (TUP), ISDN User Part (ISUP), Transaction Capabilities Application Part (TCAP) и Signaling Connection and Control Part (SCCP).
MTP описывает транспортные протоколы, включая сетевые интерфейсы, обмен данными, обработка сообщений и маршрутизация их на верхний уровень. SCCP — это подуровень из других протоколов 4 уровня, и вместе с MTP 3 может быть назван Network Service Part (NSP). NSP обеспечивает адресацию и маршрутизацию сообщений и сервис управления для других частей 4 уровня. TUP — это система сигнализации точка-точка для обслуживания вызовов (в России не применялась). ISUP — это ключевой протокол, предоставляющий канально-ориентированный протокол для установки, подключения и завершения соединения при звонке. Выполняет все функции TUP и множество дополнительных. TCAP используется для создания запросов к базе данных и используется при расширенной функциональности сети или как связующий протокол с интеллектуальными сетями (INAP), мобильными службами (MAP) и т. д.

## см. также
- Цифровой поток E1
- SIGTRAN